# ARM Farías (PO-110)
El ARM Valentín Gómez Farías (PO-110) es un buque de la Armada de México que perteneció a la Armada de los Estados Unidos, USS Starling (AM-64), diseñado como dragaminas, operó durante la Segunda Guerra Mundial en el frente del Pacífico. Su nombre original Starling, significa estornino en español y hace referencia a una familia de aves passeriformes (pájaros ó aves canoras), del género Sturnus, el cual incluye varias especies.

## Construcción
A este buque se le asignó el numeral "AM-64" y su quilla fue puesta el 1 de julio de 1941 en el Astillero de Ingeniería General y Compañía de Dique Seco (General Engineering & Dry Dock Company), ubicado en Alameda, California, EUA. El buque fue botado el 11 de abril de 1942 y comisionado al servicio el 21 de diciembre de 1942.

## Operaciones en el océano Pacífico durante la Segunda Guerra Mundial
Después del proceso de equipamiento y un corto periodo de pruebas, este dragaminas zarpó de San Francisco, California, el 22 de enero de 1943 en un convoy con destino a Hawái, arribando a Pearl Harbor el 1 de febrero. El 16 de abril navegó hacía el Pacífico sur. Del 25 de abril hasta principios de julio, el dragaminas operó entre Fiyi, Samoa, Nueva Zelanda, las Nuevas Hébridas y Nueva Caledonia. El 2 de julio, escoltó un convoy desde Numea hasta Guadalcanal y del 5 al 16 patrulló en las Islas Salomón entre Lunga y Tulagi. Concluyó el convoy a mediados de octubre.
Del 23 al 27 de octubre, los buques dragaminas Starling (AM-64), Dash (AM-88) y Constant (AM-86), barrieron el paso Ferguson hacia Kolombangara, destruyendo 135 minas. Del 29 de octubre al 1 de noviembre, limpiaron un campo minado en el golfo de Kula y del 3 al 6 de noviembre, barrieron el golfo de Vella. Posteriormente, el Starling (AM 64) navegó hacia Nueva Zelanda y arribó a Auckland el 30 de noviembre de 1943.
El Starling concluyó su servicio en convoy el 10 de mayo de 1944, momento en que se le asignó la misión de prestar apoyo en el transporte del Quinto Cuerpo Anfibio desde el área de preparación en Guadalcanal. Esta fue la Fuerza de Ataque Sureña para el asalto anfibio contra Guam. Posteriormente, ese mismo mes, la fuerza realizó prácticas de desembarco en Cabo Esperanza y finalmente zarpó el 4 de junio hacia las Islas Marshall. El dragaminas se integró a la Fuerza Operacional 53.9 (Unidad hidrográfica y dragaminas), dejando Kwajalein el 17 de julio con destino hacia Guam. Desarrolló operaciones antisubmarinas y de patrullaje, permaneciendo en las islas Marianas hasta su zarpe con destino a Enewetak el 19 de septiembre.
El Starling navegó desde Enewetak hasta Hawái y zarpó de Pearl Harbor (Puerto Perla) el 7 de octubre hacia la Costa Oeste de los Estados Unidos para su entrada a dique. Arribó a San Francisco, California, el 14 de octubre de 1944 y permaneció en la Costa Oeste hasta el 1 de febrero de 1945, momento en el que zarpó hacia las Islas Marshall, pasando por Pearl Harbor. El dragaminas arribó a su destino el 28 de febrero y fue asignado al grupo de barrido I, 52.4, para la invasión de Ryukus.

## Servicio activo de la Armada de México

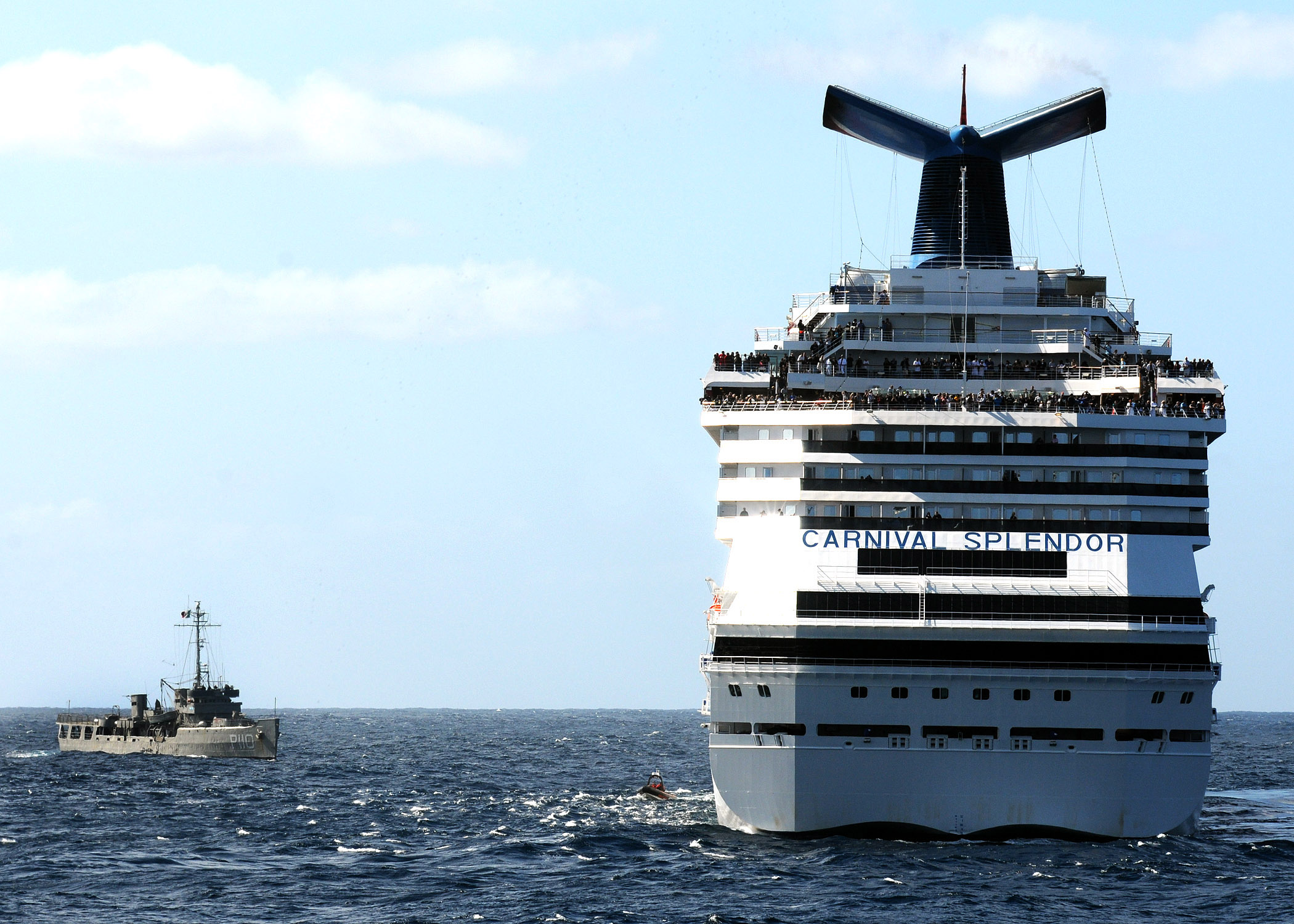
ARM Farías (PO110) acercándose al buque de cruceros Carnival Splendor

Adquirido a la Armada de los Estados Unidos el 16 de febrero de 1973. Al causar alta en el servicio activo de la Armada de México fue bautizado Valentín Gómez Farías, en honor al político y médico mexicano que se desempeñó como Presidente del País en cinco ocasiones, y clasificado como Guardacostas 11 (IG-11), siendo abanderado el 1 de junio de 1973 en el puerto de Salina Cruz, Oax. Posteriormente en el año de 1993 cambió su numeral y clasificación a Cañonero 79 (C-79). En junio de 1994 se modificó su diseño original, incorporando una cubierta de anaveaje en la sección de popa, lo cual le permite fungir como plataforma de embarque de helicópteros de pequeño porte. En el año de 1997 fue re-motorizado, siendo sustituido el sistema de propulsión diésel-eléctrico original, por uno diésel-mecánico constituido por dos máquinas CATERPILLAR 3516B. En 2001 el buque fue re-clasificado y numerado como Patrulla Oceánica 110 (PO-110). Actualmente se encuentra activo en la Fuerza Naval del Pacífico.